# Пятаков (починок)
Пятаков — починок в Никольском районе Вологодской области.
Входит в состав Нигинского сельского поселения, с точки зрения административно-территориального деления — в Нигинский сельсовет.
Расстояние по автодороге до районного центра Никольска — 32 км, до центра муниципального образования Нигино — 14 км. Ближайшие населённые пункты — Елховка, Красавино, Каменный.
По переписи 2002 года население — 30 человек (18 мужчин, 12 женщин). Всё население — русские.